# نگینه امانقلوا
نگینه امانقلوا (تاجیکی: Нигина Амонқулова؛ زاده ۳۰ اوت ۱۹۸۲) خواننده اهل تاجیکستان است. که با سبک خاص اجرا و پوشش سنتی در میان علاقه‌مندان هنر در تاجیکستان و خارج از آن طرفداران زیادی دارد.

## زندگی
نگینه در ۳۰ ژانویه ۱۹۸۶ در شهر پنج‌کند تاجیکستان در خانواده پرجمعیت به دنیا آمد. مادرش حسابدار و پدرش یک راننده است، او چهار برادر دارد.
او در سال ۲۰۰۷ با پسرعمو خود ازدواج کرد. وی دارای دو فرزند پسر است..

## حرفه
در کودکی علاقه‌مند بود که پزشک شود و پس از پایان یافتن تحصیل در مدرسه به آموزشگاه پزشکی وارد شد؛ سه سال در آن‌جا درس خواند و در این مدّت در مکان‌های هنری نیز شرکت می‌کرد و ترانه می‌خواند و در آزمون آوازخوانی عندلیب که در آن خواننده‌های آماتور از سراسر تاجیکستان شرکت داشتند، برنده شد و آوازخوانی را ادامه داد.